# Charles Norris (médecin légiste)
Pour les articles homonymes, voir Charles Norris et Norris.
Charles Norris, né le 4 décembre 1867 à Hoboken et mort le 11 septembre 1935 à New York, est un médecin légiste américain. Il est le premier médecin légiste de la ville de New York et un pionnier de la recherche médico-légale moderne aux États-Unis, notamment de la toxicologie avec Alexander Gettler.